# Пандо Цветков
Пандо Христов Цветков е български революционер, деец на Вътрешната македоно-одринска революционна организация.

## Биография
Пандо Цветков е роден през 1880 година в костурското село Смърдеш, тогава в Османската империя, днес в Гърция. Работи като каменоделец и се присъединява към ВМОРО. За известно време е войвода в Преспанско, но е заловен от турските власти и осъден на 101 години затвор. След Младотурската революция от юли 1908 година е амнистиран и се прехвърля в България. Умира в София през 1957 година.